# Hypnum calcicola
Hypnum calcicola är en bladmossart som beskrevs av Hisatsugu Ando 1958. Hypnum calcicola ingår i släktet flätmossor, och familjen Hypnaceae. Inga underarter finns listade i Catalogue of Life.